# Скандинавско полуострво
Скандинавско полуострво је полуострво на северу Европе. На овом полуострву се налазе државе Норвешка, Шведска и северозападни дио Финске. Полуострво је добило име по регији Сканија која се налази на југу полуострва.
Име полуострва потиче од појма Скандинавија, културног региона Данске, Норвешке и Шведске. То културно име је заузврат изведено од имена Сканија, региона на јужном крају полуострва које је вековима било део Данске, која је прадомовина Данаца, а сада је део Шведске.
Скандинавско полуострво је највеће полуострво у Европи, са већом површином од Балканског, Иберијског и Апенинског полуострва. Током леденог доба, ниво мора Атлантског океана је толико опао да су Балтичко море, Ботнијски залив и Фински залив нестали, а земље које их сада окружују, укључујући Немачку, Пољску, остале балтичке земље и Скандинавију, били директно повезани копном.

## Географија
Скандинавско полуострво је највеће полуострво у Европи. Дуго је око 1.850 km, а широко између 370-805 km. Граничи се са неколико водених површина:
- Балтичко море (укључујући Ботнички залив) на истоку
- Северно море (укључујући Категат и Скагерак) на западу и југозападу
- Норвешко море на западу
- Баренцово море на северу

Највећи врх на полуострву је Галдхопиген у Норвешкој са висином 2.469 m нмв, али пошто се глечер на његовом врху делимично је отопљен, највећа надморска висина је на 2.469 m у Галдепингену, такође у Норвешкој. Ове планине такође имају највећи глечер на копну Европе, Јостедалсбрен.
Отприлике једна четвртина Скандинавског полуострва лежи северно од арктичког круга, а најсевернија тачка је Рт Нуркин, Норвешка.
Клима широм Скандинавије варира од тундре (Кепен: ET) и субарктичке (Dfc) на северу, са хладном морском климом западне обале (Cfc) у северозападним обалним областима које сежу северно од Лофота, до влажне континенталне (Dfb) у централном делу и морска западна обала (Cfb) на југу и југозападу. Регион је богат дрветом, гвожђем и бакром са најбољим пољопривредним земљиштем у јужној Шведској. Велика налазишта нафте и природног гаса пронађена су код норвешке обале у Северном мору и Атлантском океану.
Велики део становништва Скандинавског полуострва природно је концентрисан у његовом јужном делу, који је уједно и његов пољопривредни регион. Највећи градови на полуострву су Стокхолм, Шведска; Осло, Норвешка; Гетеборг, Шведска; Малме, Шведска и Берген, Норвешка, тим редоследом.

## Геологија
Скандинавско полуострво заузима део Балтичког штита, стабилног и великог сегмента коре формираног од веома старих, кристалних метаморфних стена. Већину тла које покрива овај супстрат састругали су глечери током ледених доба антике. Као последица овог пражњења, надморске висине копна и свеже-до-хладне климе, релативно мали проценат њене земље је обрадив.
Глацијација током леденог доба такође је продубила многе речне долине, које је море захватило када се лед отопио, стварајући тако вредне пажње норвешке фјордове. У јужном делу полуострва, глечери су одложили огроман број терминалних морена, конфигуришући веома хаотичан пејзаж. Ове терминалне морене покривале су целу садашњу Данску.
Иако је Балтички штит углавном геолошки стабилан и стога отпоран на утицаје других суседних тектонских формација, тежина скоро четири километра леда током леденог доба изазвала је потонуће читавог скандинавског терена. Када је ледени покривач нестао, штит се поново подигао, тенденција која се наставља и дан-данас брзином од око једног метра по веку. Супротно томе, јужни део је имао тенденцију да тоне да би компензовао, узрокујући поплаве у ниским земљама и Данској.
Кристални супстрат земље и одсуство земље на многим местима су открили минералне наслаге металних руда, као што су гвожђе, бакар, никл, цинк, сребро и злато. Највреднија од њих су налазишта гвоздене руде у северозападној Шведској. У 19. веку ова налазишта су подстакла изградњу железничке пруге од северозападне Шведске до норвешке морске луке Нарвик како би се руда гвожђа могла бродом извозити у места као што су јужна Шведска, Немачка, Велика Британија и Белгија за топљење у гвожђе и челик. Ова пруга је у региону Норвешке и Шведске који иначе нема пруге због веома неравног терена, планина и фјордова тог дела Скандинавије.

## Људи
Прво забележено људско присуство у јужном делу полуострва и Данској датира од пре 12.000 година. Како су се ледени покривачи од глацијације повлачили, клима је дозвољавала биом тундре који је привлачио ловце на ирвасе. Клима се постепено загревала, фаворизујући раст прво зимзеленог дрвећа, а затим и листопадне шуме која је донела животиње попут ауроха. Групе ловаца-рибара-сакупљача почеле су да насељавају подручје од мезолита (8200. године пре нове ере), па све до појаве пољопривреде у неолиту (3200. године пре нове ере).
Северни и централни део полуострва делимично је насељен Самима, који се често називају „Лапонцима” или „Лапланђанима”, који су почели да пристижу неколико хиљада година након што је Скандинавско полуострво већ било насељено на југу. У најранијим забележеним периодима они су заузимали арктичке и субарктичке регионе, као и централни део полуострва све до Даларне, у Шведској. Они говоре сами језик, неиндоевропски језик уралске породице који је сродан финском и естонском. Први становници полуострва били су Норвежани на западној обали Норвешке, Данци у садашњој јужној и западној Шведској и југоисточној Норвешкој, Свеари у региону око Меларенаа, као и велики део данашње источне обале мора Шведска и Геатс у Вастерготланду и Остерготланду. Ови народи су говорили блиско сродним дијалектима индоевропског језика, старонордијског. Иако су се политичке границе помериле, потомци ових народа и даље су доминантна популација на полуострву почетком 21. века.

## Политички развој
Иако се нордијске земље осврћу на више од 1.000 година историје као различите политичке целине, међународне границе су дошле касно и постепено су се појавиле. Тек средином 17. века Шведска је имала сигуран излаз на Категат и контролу над јужном балтичком обалом. Шведска и норвешка граница су коначно договорене и означене 1751. Финско-норвешка граница на полуострву успостављена је након опсежних преговора 1809, а заједнички норвешко-руски окрузи нису подељени све до 1826. Чак и тада су границе још увек биле течне, при чему је Финска добила приступ Баренцовом мору 1920. године, али је ову територију уступила Совјетском Савезу 1944. године.
Данска, Шведска и Руско царство су вековима доминирале политичким односима на Скандинавском полуострву, док су Исланд, Финска и Норвешка стекле пуну независност тек током 20. века. Краљевина Норвешка – коју је Данска дуго држала у персоналној унији – припала је Шведској након Наполеонових ратова и тек је 1905. стекла пуну независност. Пошто је била аутономно велико војводство у оквиру Руског царства од 1809. године, Финска је прогласила независност током совјетске револуције у Русији 1917. Исланд је прогласио независност од Данске 1944. док је Данска била под окупацијом нацистичке Немачке. Исланд су на то охрабриле британске и америчке оружане снаге које су браниле Исланд од нацистичке инвазије.
Вермахт је извршио инвазију на Норвешку 1940. и немачка војска је окупирала целу Норвешку до маја 1945. Уз пристанак Краљевине Шведске, немачке трупе су прешле из северне Норвешке, преко северне Шведске, у Финску, која је постала савезник нацистичке Немачке. Затим, у пролеће 1941. године, немачка и финска армија су заједно напале Совјетски Савез. Република Финска је имала притужбе против Совјетског Савеза јер је Црвена армија извршила инвазију на југоисточну Финску у Зимском рату (1939–40) и одузела велику територију Финској.
Шведска је остала неутрална земља током Првог светског рата, Корејског рата и Хладног рата.
Године 1945. Норвешка, Данска и Исланд су биле чланице Уједињених нација. Шведска се убрзо придружила УН-у. Финска се придружила током 1950-их. Први генерални секретар Уједињених нација, Тригве Ли, био је норвешки држављанин. Други генерални секретар Уједињених нација, Даг Хамаршелд, био је шведски држављанин. Тако су људи са Скандинавског полуострва имали снажан утицај у међународним пословима током 20. века.
Године 1949. Норвешка, Данска и Исланд су постале оснивачи Северноатлантског савеза за одбрану од Источне Немачке, Совјетског Савеза и свих других потенцијалних освајача, а ове три земље остају чланице према подацима из 2021. године.
Шведска и Финска су се придружиле Европској унији 1995. Норвешка, међутим, остаје ван Уније.